# Кубок трёх наций 2003
Кубок трёх наций 2003 — 8-й розыгрыш Кубка трёх наций, ежегодного турнира по регби-15 между командами Австралии, Новой Зеландии и ЮАР. Проходил с 12 июля по 16 августа 2003 года. Победителем стала Новая Зеландия.

## Регламент
Команды проводят по две игры (одну дома, другую в гостях) с каждым из соперников. Побеждает команда, набравшая большее количество очков. Помимо очков за победу и ничью, можно, при выполнении определённых условиях, заработать бонусные очки:
- 4 очка за победу
- 2 очка за ничью
- 0 очков за поражение
- 1 очко за четыре или более занесённые командой попытки в матче, вне зависимости от конечного результата игры (бонус в атаке)
- 1 очко за проигрыш в матче с разницей в семь или менее очков (бонус в защите)

## Результаты

### Итоговое положение команд
| Место | Команда        | Игры | Игры | Игры | Игры | Игровые очки | Игровые очки | Игровые очки | Бонусные очки | Всего очков |
| Место | Команда        | И    | В    | Н    | П    | +            | −            | ±            | Бонусные очки | Всего очков |
| ----- | -------------- | ---- | ---- | ---- | ---- | ------------ | ------------ | ------------ | ------------- | ----------- |
| 1     | Новая Зеландия | 4    | 4    | 0    | 0    | 142          | 65           | +77          | 2             | 18          |
| 2     | Австралия      | 4    | 1    | 0    | 3    | 89           | 106          | -17          | 2             | 6           |
| 3     | ЮАР            | 4    | 1    | 0    | 3    | 62           | 122          | -60          | 0             | 4           |

### Матчи

#### Первый матч
| 12 июля 2003 15:00 (UTC+2)                                                                                          | \| ЮАР \| 26:22 (20:10) \| Австралия \| \| Попытки: Расселл, Мэтфилд · Реализации: Коэн (2/2) · Штрафные: Коэн (4/5) · Дроп-голы: Коэн (0/2) · : Барри 47'-57' \| Голы \| Попытки: Сейлор, Уог, Рофф · Реализации: Барк (2/3) · Дроп-голы: Барк (1/1) · : Такири ?-? \| | «Newlands Stadium», Кейптаун Зрителей: 48 678 Судья: Стив Уолш Помощники судьи: Найджел Оуэнс, Крис Уайт Телевизионный помощник судьи: Эрик Дарири |
| ЮАР | 26:22 (20:10) | Австралия |
| Попытки: Расселл, Мэтфилд · Реализации: Коэн (2/2) · Штрафные: Коэн (4/5) · Дроп-голы: Коэн (0/2) · : Барри 47'-57' | Голы | Попытки: Сейлор, Уог, Рофф · Реализации: Барк (2/3) · Дроп-голы: Барк (1/1) · : Такири ?-?                                                         |

#### Второй матч
| 19 июля 2003 15:00 (UTC+2)                                                         | \| ЮАР \| 16:52 (9:22) \| Новая Зеландия \| \| Попытки: Уиллемс Реализации: Коэн (1/1) Штрафные: Коэн (2/3) Дроп-голы: Коэн (1/1) \| Голы \| Попытки: Спенсер, Хоулетт (2), Рокококо (2), Миус, Могер · Реализации: Спенсер (4/7) · Штрафные: Спенсер (3/5) · : Миус ?-? \| | «Securicor Loftus», Претория Зрителей: 50 000 - 50 008 Судья: Ален Ролланд Помощники судьи: Эрик Дарири, Крис Уайт Телевизионный помощник судьи: Найджел Оуэнс |
| ЮАР                                                                                | 16:52 (9:22) | Новая Зеландия |
| Попытки: Уиллемс Реализации: Коэн (1/1) Штрафные: Коэн (2/3) Дроп-голы: Коэн (1/1) | Голы | Попытки: Спенсер, Хоулетт (2), Рокококо (2), Миус, Могер · Реализации: Спенсер (4/7) · Штрафные: Спенсер (3/5) · : Миус ?-?                                    |

#### Третий матч
| 26 июля 2003 19:00 или 19:05 (UTC+10)                                                       | \| Австралия \| 21:50 (11:23) \| Новая Зеландия \| \| Попытки: Барк, Сейлор, Роджерс · Реализации: Барк (0/3) · Штрафные: Барк (2) · : Сейлор ?-? \| Голы \| Попытки: Рокококо (3), Хоулетт, Умага, Картер, Могер Реализации: Спенсер (2/4), Картер (1/3) Штрафные: Спенсер (3) \| | «Stadium Australia», Сидней Зрителей: 82 096 Судья: Тони Спредбари Помощники судьи: Стив Ландер, Крэйг Жубер Телевизионный помощник судьи: Шон Велдсман |
| Австралия                                                                                   | 21:50 (11:23) | Новая Зеландия |
| Попытки: Барк, Сейлор, Роджерс · Реализации: Барк (0/3) · Штрафные: Барк (2) · : Сейлор ?-? | Голы | Попытки: Рокококо (3), Хоулетт, Умага, Картер, Могер Реализации: Спенсер (2/4), Картер (1/3) Штрафные: Спенсер (3)                                      |

#### Четвёртый матч
| 2 августа 2003 19:00 или 19:05 (UTC+10)                             | \| Австралия \| 29:9 (6:6) \| ЮАР \| \| Попытки: Роджерс, Уог Реализации: Флэтли (2/2) Штрафные: Флэтли (5) \| Голы \| Штрафные: Коэн (3) · : Кемпсон ?-? · Коэтзи ?-? \| | «Suncorp Stadium», Брисбен Зрителей: 51 188 Судья: Пэдди О’Брайен Помощники судьи: Брюс Лоуренс, Стив Ландер Телевизионный помощник судьи: Линдон Брей |
| Австралия                                                           | 29:9 (6:6) | ЮАР |
| Попытки: Роджерс, Уог Реализации: Флэтли (2/2) Штрафные: Флэтли (5) | Голы | Штрафные: Коэн (3) · : Кемпсон ?-? · Коэтзи ?-? |

#### Пятый матч
| 9 августа 2003 19:35 (UTC+12)                                     | \| Новая Зеландия \| 19:11 (13:11) \| ЮАР \| \| Попытки: Рокококо Реализации: Спенсер (1/1) Штрафные: Спенсер (4) \| Голы \| Попытки: Бэндс Реализации: Коэн (0/1) Штрафные: Коэн (2) \| | «Carisbrook», Данидин Зрителей: 30 200 - 37 000 Судья: Питер Маршалл Помощники судьи: Рой Мэйбэнк, Дэвид Макхаг |
| Новая Зеландия                                                    | 19:11 (13:11) | ЮАР |
| Попытки: Рокококо Реализации: Спенсер (1/1) Штрафные: Спенсер (4) | Голы | Попытки: Бэндс Реализации: Коэн (0/1) Штрафные: Коэн (2)                                                        |

#### Шестой матч
| 16 августа 2003 19:35 (UTC+12)                                       | \| Новая Зеландия \| 21:17 (15:9) \| Австралия \| \| Попытки: Хоулетт (2) Реализации: Спенсер (1/2) Штрафные: Спенсер (3) \| Голы \| Попытки: Смит Реализации: Флэтли (0/1) Штрафные: Флэтли (4) \| | «Eden Park», Окленд Зрителей: 45 000 - 50 000 Судья: Джонатан Каплан Помощники судьи: Дэвид Макхаг, Иэн Рамадж Телевизионный помощник судьи: Рой Мэйбэнк |
| Новая Зеландия                                                       | 21:17 (15:9) | Австралия |
| Попытки: Хоулетт (2) Реализации: Спенсер (1/2) Штрафные: Спенсер (3) | Голы | Попытки: Смит Реализации: Флэтли (0/1) Штрафные: Флэтли (4)                                                                                              |

| Кубок трёх наций 2003 Победитель |
| -------------------------------- |
| Флаг Новой Зеландии              |
| Новая Зеландия 5-й раз           |